# Eburia ribardoi
Eburia ribardoi es una especie de escarabajo longicornio del género Eburia, tribu Eburiini, familia Cerambycidae. Fue descrita científicamente por Noguera en 2002.
Se distribuye por México.

## Descripción
La especie mide 12,5-18,8 milímetros de longitud. El período de vuelo ocurre en los meses de junio, julio y agosto.